# ماثيو ووكر (ممثل)
ماثيو ووكر (بالإنجليزية: Matthew Walker)‏ هو ممثل أسترالي ونيوزيلندي، ولد في 11 مايو 1982 في هاميلتون في نيوزيلندا.

## وصلات خارجية
- ماثيو ووكر على موقع IMDb (الإنجليزية)
- ماثيو ووكر على موقع قاعدة بيانات الفيلم (الإنجليزية)